# Simpson Pass
Simpson Pass är ett bergspass i Kanada.   Det ligger i provinsen Alberta, i den centrala delen av landet, 3 000 km väster om huvudstaden Ottawa. Simpson Pass ligger 2 139 meter över havet.
Terrängen runt Simpson Pass är kuperad åt nordväst, men åt sydost är den bergig. Terrängen runt Simpson Pass sluttar söderut. Trakten runt Simpson Pass är nära nog obefolkad, med mindre än två invånare per kvadratkilometer.. Det finns inga samhällen i närheten.
Trakten runt Simpson Pass består i huvudsak av gräsmarker.